# Club athlétique des sports généraux (football)
 (décembre 2017).
Si vous disposez d'ouvrages ou d'articles de référence ou si vous connaissez des sites web de qualité traitant du thème abordé ici, merci de compléter l'article en donnant les références utiles à sa vérifiabilité et en les liant à la section « Notes et références ».
Pour un article plus général, voir CASG Paris.
Maillots
Le Club athlétique des sports généraux, abrégé en CA Sports généraux, est un club de football français basé à Paris, fondé en 1903 et disparu en 1951.
Le club est créé comme section football du club omnisports du Club athlétique de la Société générale, avant que la section football ne change son nom en 1919 en CA Sports généraux. Elle remporte notamment deux Coupes de France en 1919 et en 1925.

## Historique

### Les Banquiers
Créé en 1903 à l’initiative de Louis Dorizon, le club est à l'origine le club sportif de la banque « Société générale », d'où son nom de Club athlétique de la Société Générale.
En 1907, le CASG se fixe sur un terrain non loin de la Porte d'Auteuil, où se trouve aujourd'hui en grande partie le complexe de Roland-Garros, à deux pas du Parc des Princes. 
Lors de la dernière saison avant la Première Guerre mondiale, les « Banquiers » accrochent une prometteuse deuxième place en première série du championnat de Paris de l'USFSA derrière l'AS Française. L'avant-centre Juste Brouzes est même appelé en équipe de France. En 1914 même, le club remporte le Tournoi international du Montriond (à Lausanne - N.B. : il s'agit de la 1re victoire en compétition reconnue d'un club français hors de France). Pendant la Grande Guerre, le CASG, qui évolue en ciel et blanc, s'impose comme l'un des meilleurs clubs de l'Hexagone en remportant de 1915 à 1917, trois Coupes nationales de l'USFSA et deux Coupes des Alliés (1915 et 1917).
Signalons les sélections de Deconninck, Devicq, Bard, Carrier, Mathieu, Jorda, Barillet et Devic lors de rencontres non officielles de l'équipe de France pendant la Grande Guerre. Présent dès la première édition de la Coupe de France, le CASG s'impose, jusqu'au lancement du championnat pro, comme l'un des grands animateurs de l'épreuve. Demi-finaliste en 1918, le CASG remporte sa première Coupe Charles Simon dès 1919 face à un Olympique de Paris diminué par l'absence de ses quatre internationaux belges. De son côté, le CASG aligne pas moins de trois joueurs anglais : Hatzfeld, Hadden et Mentha. Un jeune de 18 ans gagne également sa première Coupe de France : Jean Boyer. Cette victoire fut toutefois longue à se dessiner. À l'issue du temps réglementaire, les deux formations sont à égalité 1-1. La prolongation (deux fois une demi-heure à l'époque) est pleine de rebondissements. L'Olympique prend l'avantage par Dewaquez avant qu'un doublé d'Hatzfeld donne le trophée au CASG Cette finale est l'ultime confrontation entre les vénérables USFSA et LFA. L'Union prend sa revanche sur la Ligue après son échec un an plus tôt dans cette même épreuve. Au lendemain de cette confrontation, la FFFA est fondée.

### Les Généraux

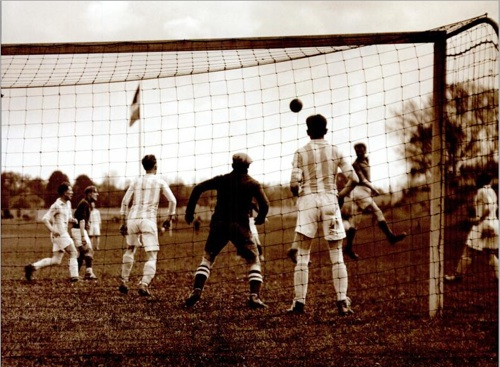
Finale de la Coupe de France 1925 face au FC Rouen.

Trop corporatiste dans sa dénomination, le club se mue en 1919 en Club athlétique des sports généraux comme les règlements de la FFF l'exigent.
En 1925, le club omnisports quitte son terrain de la Porte d'Auteuil et déménage quelques centaines de mètres plus loin pour s'installer au stade Jean-Bouin, tout juste construit à côté du Parc des Princes. Tout comme la section rugby, la section football y évolue alors. 
Après des participations en quarts de finale en 1922, en huitièmes en 1921, 1923 et 1924, le CASG retrouve les fastes de finale de la Coupe de France en 1925. En alignant une équipe sans réelles vedettes, les « Généraux » s'imposent 3-2 face au FC Rouen. Le CASG participe ensuite aux huitièmes en 1927, aux 16e en 1926 et 1933 et aux 32e en 1928, 1929, 1931 et 1932. 
Au cours des années suivantes, le CASG ne suit pas le mouvement professionnel et préfère se contenter du championnat amateur de Paris. Ce refus « philosophique » du club parisien marque une date capitale dans l'histoire du CASG. On ne verra plus jamais le club des « Généraux » en situation favorable aussi bien en championnat qu'en Coupe.
En 1951, le club fusionne avec l'Union athlétique du XVIe arrondissement de Paris. La section football du CASG Paris est alors dissoute.[réf. souhaitée]

## Couleurs
Le club jouait en 1917 avec un maillot rayé bleu ciel et blanc.

## Palmarès
| Compétitions nationales | Compétitions régionales                                                                                   |
| --- | --- |
| - Coupe de France (2) - Vainqueur : 1919 et 1925 - Coupe Nationale (USFSA, 1914-1919) (3) - Vainqueur : 1915, 1916 et 1917 - Coupe des Alliées (USFSA, 1914-1917) (2) - Vainqueur : 1915 et 1917, | - Championnat de Paris (Division d'Honneur) (1) - Champion : 1933 - Coupe de Paris (1) - Vainqueur : 1922 |

## Joueurs emblématiques du passé
| Joueur            | Sél. | Période   | Total |
| ----------------- | ---- | --------- | ----- |
| Juste Brouzes     | 1    | 1914      | 6     |
| Maurice Mathieu   | 1    | 1914      | 2     |
| Émilien Devic     | 1    | 1919      | 9     |
| Jean Boyer        | 5    | 1920-1923 | 15    |
| Marcel Domergue   | 1    | 1922      | 20    |
| Pierre Mony       | 4    | 1923      | 5     |
| André Caillet     | 1    | 1923      | 1     |
| Édouard Baumann   | 4    | 1924      | 8     |
| Pierre Lienert    | 1    | 1925      | 1     |
| Augustin Chantrel | 9    | 1930-1933 | 15    |
| Total             | 28   | 1914-1933 | 82    |

- Autres joueurs :
  - Pierre Allemane (1910-1914)
  - Helenio Herrera (1932-1933) Premier club pro européen.
  - Marguerite Patouillet (gardienne de but de l'équipe féminine du C.A.S.G. au milieu des années 1920, quadruple championne de France d'athlétisme en sauts de 1924 à 1925)